# Manson Green
Manson Green – przysiółek w Anglii, w Norfolk. Manson jest wspomniana w Domesday Book (1086) jako Mantatestuna.